# أحمد الطاهر السباعي
هو الشيخ العالم العلامة مولاي أحمد المعروف بالطاهر بن عبد المعطي المراكشي السباعي الإدريسي الحسني كان عالما جليلا فقيها صالحا.

## نسبه وأصله
هو مولاي أحمد بن عبد المعطي بن أحمد بن محمد بن عبد المعطي بن علي بن إبراهيم بن يحي بن محمد بن عبد المولى بن الغازي بن أعمر بن عامر أبي السباع الإدريسي. فهو ينحدر من فخدة أولاد عبد المولى من قبيلة أولاد أبي السباع الإدريسية.

## حياته
ولد بقرية أولاد عبد المولى إقليم شيشاوة بالمغرب خلال (1325هـ- 1907م)، ينحذر من قبيلة أولاد أبي السباع، نشأ بمسقط رأسه وحفظ فيها القرءان على يد أخيه مولاي عبد الله وأجاد حفظه وأتقن جملة من فنون العلم وهو دون الرابعة عشر من عمره. غادر بلاده إلى شنقيط ليعلم بها خلال (1342ه – 1923م) و استقر له المقام بشنقيط سنين فتأهل فيها وعلم فيها وأفاد وتعلم منه العديد منهم، ثم غادر شنقيط خلال (1353ه– 1934م) إلى أرض مالي ثم تيمبكتو فلما حلّ بتمبكتو أقام فيها مدة يسيرة وذلك خلال (1356ه- 1937م) ثم غادرها إلى أرض توات.
دخل أرض توات فأقام أياما في تاوريرت وكان ذلك في شهر ربيع الأول سنة (1359هـ – 1940م) دخل سالي في تلك السنة وبدأ يعلم بها بجد واجتهاد، أسس مدرسته الدينية الطاهرية التي نسبت إلى إسمه (الطاهر) بسالي من قصور توات سنة (1362هـ – 1943م)،  غادر بعدها  أرض توات متوجها لحج بيت الله الحرام مع بعض تلامذته ثم رجع إلى مسقط رأسه ليواصل مسيرته التعليمية هناك مع أخيه سنة (1377ه – 1958م)، وقد عيّن مدرسا في مدرسة ابن يوسف بمراكش تاركا مدرستهم العتيقة لابن أخيه مولاي عبد المعطي بن مولاي عبد الله بقرية أولاد عبد المولى سنة (1379ه – 1960م)، عاد إلى مدرسته الطاهرية بسالي سنة(1391ه 1971م) بنية الإقامة والتدريس لكن شاء الله أن لا تطول مدته أكثر من شهرين. وعاد إلى مراكش فور ما نعي له أخوه وشيخه مولاي عبد الله في تلك السنة نفسها فواصل فيها تدريسه ورسالته التعليمية ثم عاد إلى توات بنية التفقد والزيارة فطاف في قصورها ومشاهدها وامتدت زيارته إلى تمنراست وإليزي وورقلة وغرداية ثم إلى بشار في وهران وكانت هي الوداع للمنطقة وللجزائر وذلك سنة (1394ه- 1974م) إثرها عاد إلى مراكش فاستقر بها حتى غادر هذه الحياة.

## مؤلفاته
- له مؤلفات عديدة، في مختلف العلوم المفيدة، منها :

1. فتوحات الإله المالك على نظم أسهل المسالك في فقه الإمام مالك
2. العقد الجوهري على منظومة العبقري في أحكام السهو في الصلاة
3. الدر المنظوم على مقدمة ابن جروم في النحو
4. عقد الجواهر ألآلئ على منظومة أبي العباس أحمد الهلالي
5. نسيم النفحات من أخبار توات ومن بها من العلماء الثقات

## وله رسائل متنوعة عديدة
منها
1. رفع الحرج والملام، في أكل المال المشكوك بالحرام
2. النحلة والتحلية في ما قيل في اللحية
3. رسالة في الرد على ابن الهادي سماها (مورد الظمآن الصادي في الرد على ابن الهادي)
4. رسالة في طرق حديث عبد الرزاق الصنعاني
5. وله فتاوى عديدة في نوازل سديدة وهي مجموعة تحت هذا العنوان المذكور وهي بأيدي الطلبة ولم تطبع بعد إلى يومنا هذا
6. كما له نصائح وكتابات عديدة، كلها تحمل علما وافرا، وتربية كبيرة، وخيرا كثيرا، كما أن كلامه كله بدون مبالغة مفيد نطقا وكتابة.

## وفاته
توفي يوم 18 ذي القعدة 1399هـ الموافق ل 10 أكتوبر 1979م.

## وصلات خارجية
الموقع الإليكتروني للمدرسة الطاهرية بسالي
قائمة بأسماء زوايا توات وأسماء مشائخها[وصلة مكسورة]